# 北見 (小惑星)
北見(3785 Kitami)は、1986年11月30日に関勉が高知県芸西村で発見した小惑星である。北海道の北見市にちなんで命名された。